# Leopardo de Panar

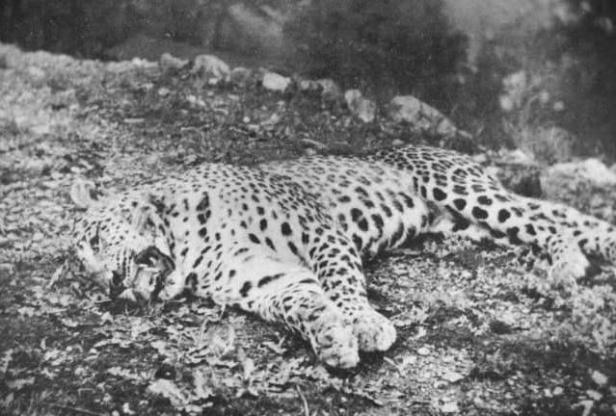
El leopardo de Panar tras ser abatido por Jim Corbett.

El leopardo de Panar fue un leopardo macho antropófago que mató a 400 personas durante un periodo de varios años en el distrito de Kumaon en el norte de la India a principios del siglo XX, y que sólo fue abatido en 1910 por el cazador y naturalista Jim Corbett.